# SuperTuxKart
Игра с похожим названием — SuperTux.
SuperTuxKart — трёхмерная гоночная свободная компьютерная игра с участием пингвина Tux'а, талисмана ОС Linux. Форк игры TuxKart, созданный командой разработчиков Game of the Month. В неё входят Инго Рахнкэ, Чарльз Гудвин и ещё несколько человек.
Игра написана на языке C++, для вывода звука задействован OpenAL. Начиная с версии 0.8.2 игра использует собственный движок под названием Antarctica, являющийся глубокой модификацией Irrlicht и обеспечивающий поддержку OpenGL 3.1.

## Геймплей
Игрок управляет выбранным персонажем, соревнуясь с другими персонажами или игроками (при игре в сети). С версии 1.0 поддерживается многопользовательская игра как локально, так и по Интернету. Выполняя задачу (зависимую от режима игры), игроки могут получать бонусы, наезжая на подарочные коробки, расположенные у них на пути. Бонусы различаются по особенностям своего действия: шар для боулинга, жвачка, мухобойка и другие. Полученные бонусы могут использоваться для ускорения, защиты и/или создания препятствий соперникам и нападения на них. Действие некоторых бонусов имеет две опции (действие бонуса может распространяться по ходу движения и в обратном направлении). Помимо бонусов на пути картов могут попадаться антибонусы (в виде банановой кожуры), временно замедляющие скорость картов, или имеющие отсроченное действие (бомба с часовым механизмом, которую можно передать одному из соперников пока работает часовой механизм). Также имеется бонус, который на некоторое время взаимно заменяет расположение бонусов и антибонусов на трассе.
Игровой процесс SuperTuxKart в общем перенят из серии Mario Kart, однако имеет отличительные особенности, например, сбор и использование нитро-зарядов.
В игре — четыре уровня сложности.

### Персонажи
В игре в качестве персонажей присутствуют талисманы различных свободных проектов, такие как Вильбер (GIMP), Бисти (BSD), Паффи (OpenBSD), Конки (KDE), Ксю (Xfce), Гну (GNU), Годетта (Godot), Кики (Krita), Пиджин (Pidgin), Сюзанна (Blender), Такс (Linux), Хексли (Darwin), Эмуль (EMule), Адиуми (Adium), Сара (OpenGameArt.org), Перчинка (Pepper&Carrot), Хэксли (Darwin), Гаврош (MediaGoblin) и другие персонажи, в том числе доступные в качестве загружаемых дополнений. Талисман Mozilla Thunderbird присутствует в игре в качестве рефери. Единственный персонаж, не являющийся талисманом, — Нолок. Он выступает антагонистом Такса при игре в режиме истории.

### Режимы игры
Доступны следующие игровые режимы:
- Режим истории;
- Одиночная игра:
  - Гонка на время;
  - Преследование лидера;
  - Битва пингвинов;
  - Футбол;
  - Охота за яйцами;
  - Гонка с призраком;
  - Захват флага.

### Сюжет
В начале игры злодей Нолок похищает старика Гну и предлагает Таксу соревнование с ним в гонке. В начале процесса игры у игрока есть только 5 гоночных трасс из 20 и 16 картов (машин) из 18.
Чтобы разблокировать недоступные карты и гонки, игрок должен в разделе «История» начать проходить соревнования. Чтобы получить доступ к заблокированным соревнованиям, игроку нужны баллы, которые он зарабатывает в соревнованиях. Со временем открываются новые гонки. Когда игрок проходит все соревнования, кроме последнего, за воротами, то ворота открываются и игрок получает доступ к последнему.
Там ему и предстоит сразиться с Нолоком один на один. По прохождению этого соревнования разблокируются все трассы, которые до этого были заблокированы, и считается, что игрок прошёл игру.

## Разработка
Идея создания игры принадлежит Чарльзу Гудвину. Раньше в составе команды Game of the Month был Стив Бейкер, оригинальный разработчик TuxKart. Но проекту ничего не предвещало хорошего будущего: члены команды не имели ни времени, ни заинтересованности в разработке игры и доведения её до запланированного состояния. Поэтому работа была неорганизованной.
Наконец в декабре 2004 года Инго Рахнкэ объявил, что проект «умер», и началась разработка форка. Стив Бейкер ответил на это заявление словами, что члены команды разработчиков Game of the Month совсем не разбираются в 3D-графике, и не согласился с мнением Инго насчёт смерти своего проекта: «они сломали проект, бросив игру в нерабочем состоянии». Позже к новому проекту присоединились новые участники команды Йорг Хенрикс, Марианна Ганьон и Константин Пеликан, которые разрабатывают игру и по сей день.
Выход игры под редакцией новой команды разработчиков произошёл в сентябре 2006 года, её версия была 0.2. Позже было принято решение к версии 0.7 перенести игру на графическую библиотеку Irrlicht. Для координации усилий в области развития проекта существует манифест, состоящий из планов на будущее, над которыми ведётся работа, а также свой форум на FreeGameDev.net.
В апреле 2015 года вышла новая значительная версия — 0.9, принёсшая новые карты, модели и новый графический движок Antarctica, созданный на основе Irrlicht специально для SuperTuxKart.
В ноябре 2017 вместе с выходом новой версии 0.9.3 игра стала доступна в Google Play, тем самым ознаменовав поддержку ОС Android.
В апреле 2019 года вышла версия 1.0.0, главным нововведением которой стала игра по локальной сети и Интернету.

## Отзывы
Full Circle Magazine назвал игру SuperTuxKart одной из лучших гонок, существующей в версии для Linux, отзываясь о ней как об игре, которую нужно попробовать тем, кому надоели реалистичные гонки. Linux Journal тоже похвалил игру: «кататься в SuperTuxKart позитивно, ярко и жизнерадостно», заявляя также «если вы играли в оригинальную игру, вам понравятся новые, очень большие нововведения в SuperTuxKart».
Linux Format комментирует игру так: «налицо невероятные улучшения трасс, физики, обработки ввода и музыки», многопользовательский режим игры «возвращает вас назад, к радостям 8-битных игр на телеприставках». Linux Links включил игру SuperTuxKart в список аркадных игр своего «Топ-100 свободных игр для Linux».